# Форчерио, Арман
Арман Форчерио (род. 1 марта 1941) — футболист и тренер «Монако». Он является единственным тренером «Монако» родом из одноимённого княжества. Форчерио всю свою карьеру играл за родной клуб, всего во всех соревнованиях он сыграл за команду ровно 300 матчей и забил два гола (оба в чемпионате). В 1963 году он вместе с клубом сделал «золотой дубль»: его команда выиграла чемпионат и кубок (обыграв в финале «Олимпик Лион» с общим счётом 2:0).
Сразу после завершения карьеры игрока Форчерио стал тренером «Арль-Авиньон» в возрасте 31 года. В этот период наивысшим достижением клуба стал выход в четвертьфинал кубка Франции в 1973 году. В следующем году Форчерио покинул клуб. В 1976 году он стал у руля родного клуба «Монако», однако весной команда покинула высшую лигу, уступив по два очка «Труа» и «Лиону», которые сохранили прописку в элите.